# Lexio
 (octobre 2016).
Si vous disposez d'ouvrages ou d'articles de référence ou si vous connaissez des sites web de qualité traitant du thème abordé ici, merci de compléter l'article en donnant les références utiles à sa vérifiabilité et en les liant à la section « Notes et références ».

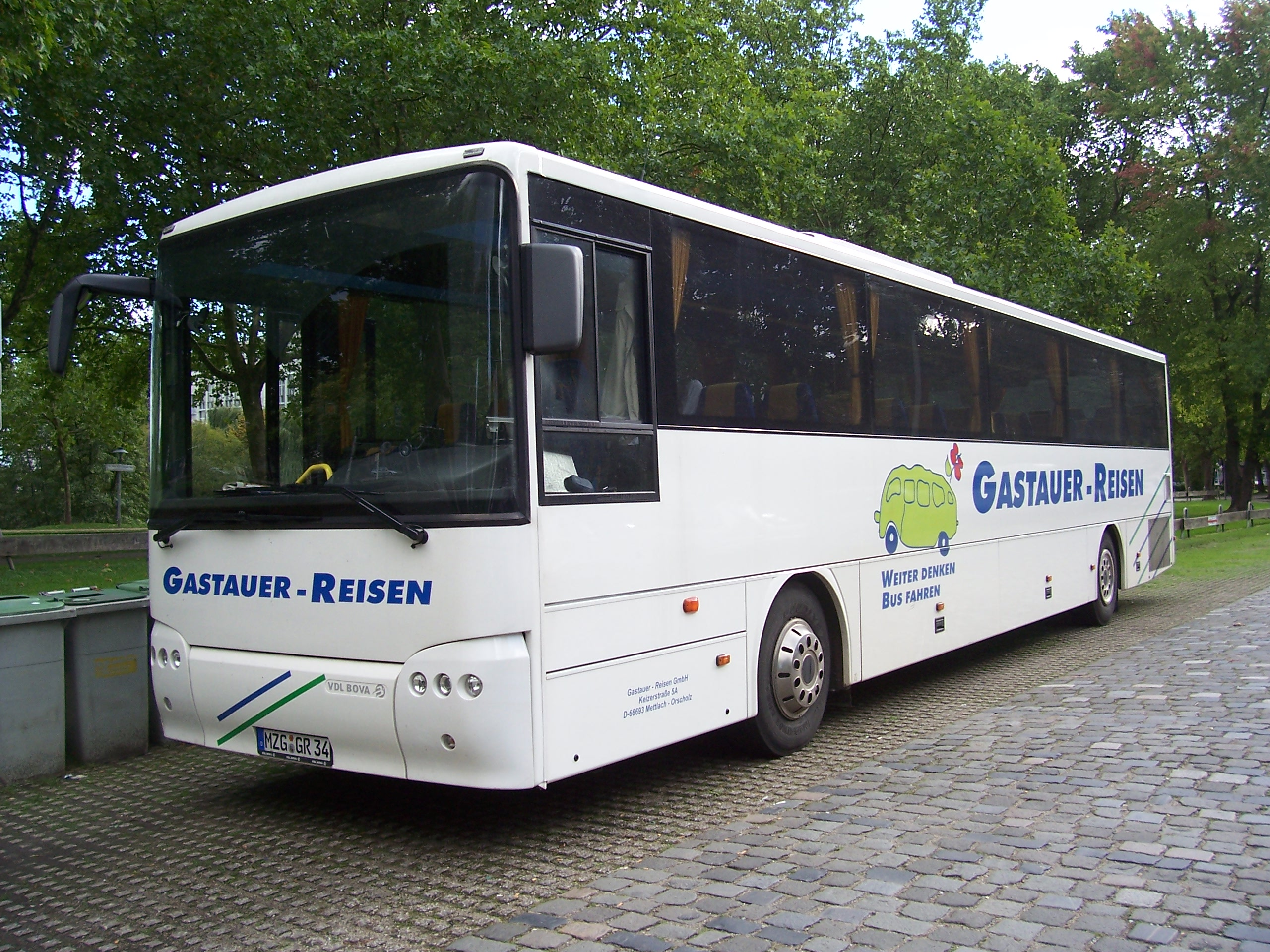
Bova Lexio.

Lexio est le nom d'un autocar de ligne produit par le constructeur néerlandais VDL Bova de 2005 à 2010.

## Histoire
VDL BOVA voulut créer un autocar adapté aux ligne régulières, il crée donc le Lexio. Contrairement aux autres cars de la marque, le Lexio possède une face avent plus carrée et la ligne s'inspire du Setra S 315 UL.